# Dva dny a dvě noci
Dva dny a dvě noci (v anglickém originále Two Days and Two Nights) je epizoda seriálu Star Trek: Enterprise. Jde o dvacátý pátý díl první řady pátého seriálu ze světa Star Treku.

## Děj
Několikrát odložená dovolená na Rise je tady, ale v zájmu bezpečnosti si ji smí vybrat pouze polovina posádky. Kapitán Archer, Hoshi, Travis, Trip a Malcolm míří dolů na planetu, T'Pol mezitím velí Enterprise. Doktor Phlox je Denobulan, takže potřebuje spát pouze šest dní v roce, ale dva dny budou stačit. Vedením ošetřovny je pověřena praporčík Cutlerová.
Trip a Malcolm spolu vyrazí do baru, kde se rychle seznámí se dvěma atraktivními ženami. Ty jim nabídnou prohlídku podzemní zahrady, se kterou oba muži pod vlivem alkoholu souhlasí. Poté jsou zavedeni do sklepa, kde se ženy změní ve dva muže neznámé rasy, oba důstojníky odzbrojí, okradou, svlečou a spoutají. Hoshi se snaží procvičit si své lingvistické schopnosti a v rámci této činnosti se seznámí s Ravisem, který ji pozve do parných lázní a poté spolu stráví noc. Travis je nadšen z hory, která mění sklon svahu a věnuje se horolezectví. Jenže spadne, zlomí si nohu a je převezen do místní nemocnice. Z úrovně zdejšího zdravotnictví není spokojený, takže žádá transport na Enterprise. Krátce poté se jeho stav zhorší, načež musí Cutlerová vzbudit Phloxe. Ten je silně dezorientován a chová se nevypočitatelně, ale nakonec dokáže Travisovi pomoci a hned potom tvrdě usne. Kapitán Archer s sebou vezme Porhtose, chodí s ním na procházky a čte si o Surakově učení. Jeho klid nabourá Keyla, krásná sousedka, která také chová psa. Archer se s ní seznámí a prožije s ní hezké chvíle do doby, než se Keyla začne blíže zajímat o Sulibany. Snaží se z kapitána dostat informace, což se mu nezdá a provede její biosnímek. Ukáže se, že Keyla je Tandaranka. Než se Archer dozví, co od něj chce, dostane injekci sedativ a omdlí.
Přilétá raketoplán, aby vyzvedl posádku. Tripovi a Malcolmovi se podařilo osvobodit z pout, ale jsou ve spodním prádle a silně zapáchají. Archer je stále trochu utlumený, takže jediná, kdo si dovolenou opravdu užil, je Hoshi.